# 真岡郵便電信局事件

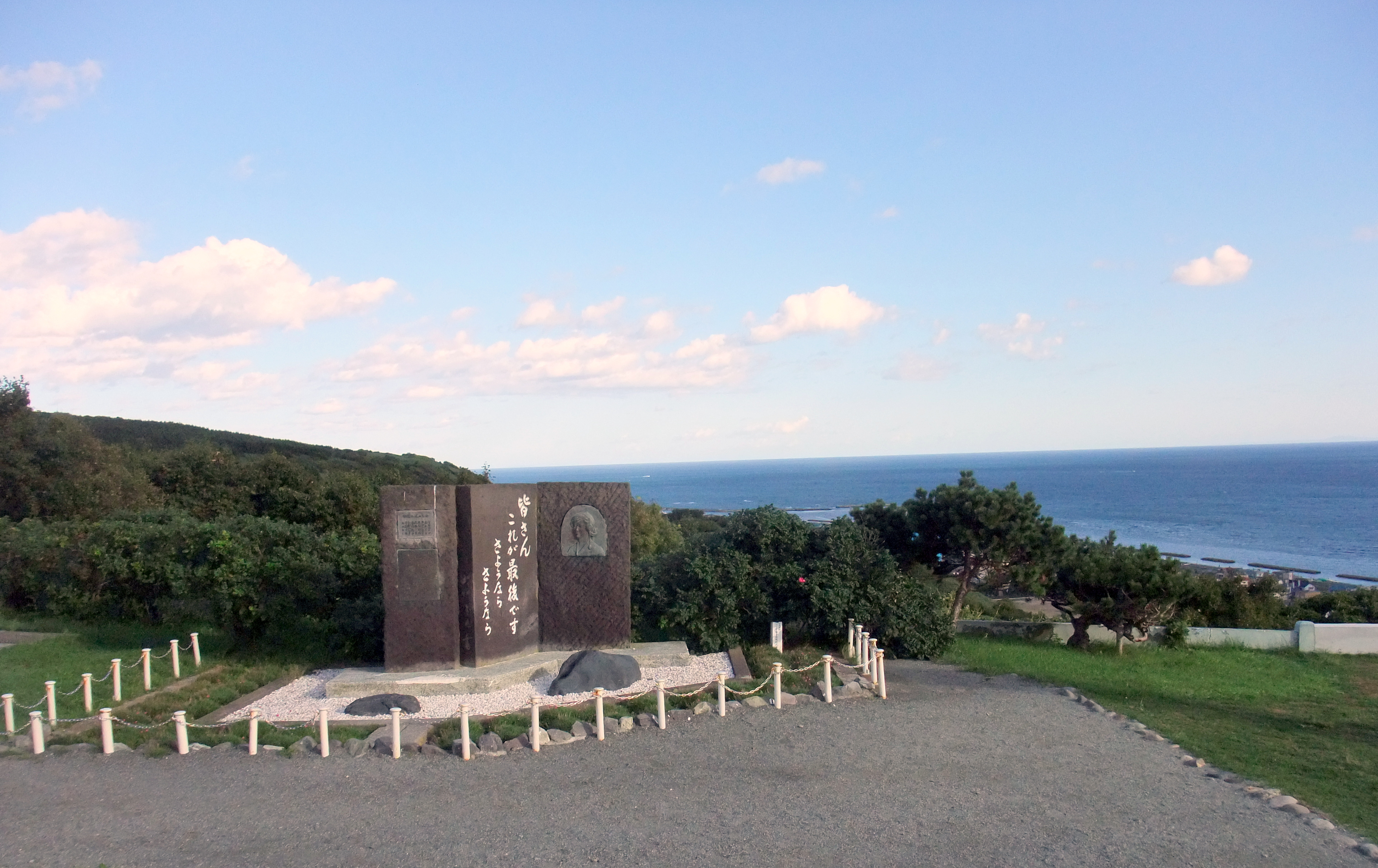
九人の乙女の像
本事件で自決した9名の慰霊のために建てられた。

真岡郵便電信局事件（まおかゆうびんでんしんきょくじけん）は、1945年（昭和20年）8月20日早朝、太平洋戦争後の樺太の戦いで、ソ連軍が侵攻した旧日本領南樺太真岡町（現ロシア・サハリン州ホルムスク）の真岡郵便電信局で、電話交換手12名のうち10名が局内で集団自決し、9名が死亡した事件である。『真岡郵便局事件』とも。
当時日本領だった樺太では、一方的に条約破棄したソ連軍と日本軍の戦闘が、1945年8月15日の玉音放送後も続いていた。真岡郵便局の電話交換手（当時の郵便局では電信電話も管轄していた）は、疎開（引き揚げ）をせずに業務中だった。8月20日に真岡にソ連軍が上陸すると、勤務中の女性電話交換手12名のうち10名が局内で自決を図り、9名が死亡した。自決した電話交換手以外に残留していた局員や、当日勤務に就いていなかった職員からも、ソ連兵の手榴弾や銃撃による死者が出ており、真岡局の殉職者は19人にのぼる。
この事件は沖縄のひめゆり学徒隊と対比して「北のひめゆり」とも呼ばれ、毎年命日の8月20日には、北海道稚内市の稚内総合文化センター・小ホールで「氷雪の門・九人の乙女の碑平和祈念祭」が開催されている。

## 背景
太平洋戦争末期、北方はアッツ島から太平洋の島々・沖縄まで日本軍の玉砕が相次ぎ、民間人も多くの者がサイパン・テニアンから沖縄戦まで軍と運命をともにしていった。とくに戦時において国の重要なインフラとなる通信（電信・電話）を担う職員には、最期まで職責を果たすべくかのように「死んでもブレスト（現代のヘッドセットにあたる機器）を外すな」といったことが教えられていた。これは決して口先だけの決まり言葉で済まずに、かつて日本の電報・電話を担当した元電電公社の職員で後に大学講師・作家となった筒井健二によると、実際に、例えばB29機本土空襲の焼夷弾爆撃によって焼き払われた町では、文字通り職場に最期まで留まって殉職した者もいたという。
筒井健二は、その中で碑文が建てられたのが、一つは、1945年3月9日の東京大空襲で隅田電話局で主事以下の男性職員3名と女性交換手28名が、熱の辛さをわずかでも和らげようとしたのか相擁して焼け死んだ事件（隅田電話局に吉川英治の文による碑があるという）と、もう一つが、この真岡郵便電信局事件であるという。

### ソ連軍上陸と発砲責任
ソ連軍側史料には、1945年8月20日午前7時33分に真岡港への上陸作戦が開始されたと記録されている一方、日本側の発砲責任については、重機関銃・艦砲射撃の開始時刻や当事者に関して証言が錯綜し、どちらが先に実弾を使用したかは未だ確定していない。

### 特定郵便局制度
樺太庁においても、逓信省は特定郵便局制度を運用していた。この制度に基づき、局長の任用が行われていた記録が公文書として残されている。

## 事件の経緯
1962年頃から当時存在した地元新聞社の北海タイムスの取材で事件の関係者証言が報じられ、それをきっかけに起こった1963年の地元有志の慰霊碑建設運動とその結果としての慰霊碑建設によって全国にも知られるようになった。さらに、長らく沈黙を守っていた事件当時の郵便電信局の元局長が事件の責任が様々に取り沙汰されることもあり、1965年、元局長は北海タイムスの記者の依頼で自身の手記を書き、同紙の集中連載『樺太終戦ものがたり』ではその内容を元に報じられ、さらに元局長は手記を『逓信文化』（株式会社逓信文化社発行）1965年4月号にも発表、広く顛末が公に知れ渡ることになったという。1972年出版の『樺太一九四五年夏』はこれら当時の北海タイムスの一連の記事をまとめたもので、その結果、以下の事件の経緯の多くは、元局長の主張が元となっている。
一方、ノンフィクション作家の川嶋康男は、この事件が美談として取り上げられることに違和感を持ち、とくに女性らが血書をしたためてまで電信局に残ることを希望したという点に疑問を感じて当時の関係者への取材を続け、その結果をたびたび著作として刊行している。
1945年8月9日にソ連が対日参戦し、8月11日から樺太にもソ連軍の侵攻が始まった。8月14日に日本はポツダム宣言受諾を決め、8月15日に玉音放送で国民にも詔勅が公示されたが、北海道の第5方面軍が樺太の第88師団に樺太死守の命令を出し、その結果、南樺太では日本軍が停戦交渉中やむをえない場合の自衛戦闘が認められていたことを根拠に、ソ連軍との戦闘を続けることになった。
1945年8月10日、樺太庁・鉄道局・船舶運営会・陸海軍等関係連絡会議で、樺太島民の緊急疎開要綱が作成され老幼婦女子、病人、不具者の優先的輸送計画が決定された。
8月12日、札幌に樺太庁北海道事務所が設置され、翌13日、大泊港から第1船（宗谷丸・606名）が出帆した。一方、真岡町を含む西海岸方面の疎開者は15日、真岡港から海防艦、貨物船「能登呂丸」、漁船等で出港するなど、島民の北海道への緊急疎開が開始された。
8月16日、真岡郵便局長は豊原逓信局長から受けた「女子吏員は全員引揚せしむべし、そのため、業務は一時停止しても止を得ず」との女子職員に対する緊急疎開命令を通知し、女子職員は各地区ごとの疎開家族と合流して引き揚げさせることにした。電話交換業務は女子職員の手により成り立っており、引き揚げ後の通信確保のため真岡中学の1～2年生50人を急ぎ養成することで手筈が決められた。また、むしろ逆に真岡中学の高学年生が担当することで、校長と局長の間で了解が出来ていたという証言も複数ある。しかし、いずれの証言でも、責任感から残留して業務を続けることを主張する電話交換手が多かったことも事実だったという。
一方、16日に真岡郵便局の朝礼で主事補の鈴木かずえにより残留交換手に関する説明がなされた。主事補は緊急疎開命令が出されて職場を離れる交換手が出ている現状を話し、仮にソ連軍が上陸しても電話交換業務の移管が行われるまでは業務を遂行しなければならないと前置きし、残って交換業務を続けてもらえる者は、一度家族と相談した上で、返事を聞かせてほしい旨を説いた。
鈴木の言葉に誰もが手を挙げ、声を出して残る意思を現した。これに対し鈴木は、本日は希望者を募らないとし、一度家族と相談の上で班長に伝えるよう指示。後日希望を聞くと告げた。
8月17日、電話担当主事が「全員疎開せず局にとどまると血書嘆願する用意をしている」と、局長に報告したため、局長はソ連軍進駐後生ずるであろう事態を説くとともに説得にかかったが、応じてもらえなかった。ただし、川嶋の取材調査によれば、当日現場にいなかった者を含めて生き残りの交換手は誰も血書嘆願等といった行為はないとし、高石班とは別の班の責任者であった上野はそのような事実はないとしている。最終的には、局長が豊原逓信局業務課長との相談で、逓信省海底電線敷設船（小笠原丸）を真岡に回航させ西海岸の逓信女子職員の疎開輸送に当たらせる了承を得たので、同船が入港したら命令で乗船させることとし、20人だけ交換手を残すことになった。しかしこの計画は予想以上に早いソ連軍の上陸で日の目を見なかった。
先に引き揚げた交換手は、疎開命令が出た後もみな「(通信という)大事な仕事なのでもう少しがんばる」と言い張ったが、局長からは「命令だから」と戒められた。そして公衆電話から電話交換室に別れの電話をかけると、「頑張ってね」「そのうち私達も行きますからね」「内地へ行ったらその近くの郵便局へ連絡してすぐ局へつとめるのよ」と残留する交換手たちからかわるがわる励ましの言葉をかけられた。
なお、川嶋は著書で、局長から残留要員選定を命じられたとする斎藤春子の証言があるとしている。が、後述のように時期が版により変わっていたり、最低必要人員だとする人数を切っても何人もあっさり引き揚げが認められていたりと、作品の記述では読者の疑問が解消するだけの説明がなされていないように感じ、その点を不審に思う者もいるようである。川嶋によると斎藤は「昭和20年のある日」、上田局長に最低でも24、5名の残留要員を選考するように命じられたという。
だが、その後残留交換手を募る目立った動きはなく、斎藤は立ち消えになったのかと思ったという。なお、斎藤は同時に残留組が24、5名となった後にも引き揚げの申し出を受けて自分が二人を残留組から外したとも証言しているという。また、そこからさらに斎藤自身が残留組から外れることとなる。斎藤は妹・美枝子とともに残留組に志願していたのだが、母親は上田局長に、娘二人を預けたままでは引き揚げられない、一人は連れて還りますと電話をかけた。
18日に上田局長に呼び出された斎藤は電話の旨を知らされ、「美枝子さんと二人で相談してどちらか一人引揚げるようにしてください」と告げられたという。斎藤姉妹は互いに自分が残ると押し問答を繰り返したのち、姉である斎藤が諦め、引き揚げることとなった。
また、川嶋は希望者がいない場合は責任番号順（交換手の経験年数によって付けられる番号順）に残るよう主事補から聞かされたとする証言（葛西節子）もあるとしているが、これが事実であれば、結局、最終的に決まった結果とは乖離が大きくなっている。岩間信子の証言によれば、いざ決めるとなると、年嵩の者は結婚して子どもがいたり家に年寄りを抱えていたりということで、ともに内地に帰り残留を避けることになったという。最終的に決定した残留交換手20名は比較的経験年数の少ない10代の交換手が多くを占めていた。20名中10代が全部で何人だったかは不明であるが、8月20日当時の高石班11人中6名が10代であり、上野班にも少なくとも1名10代の女子交換手（藤本照子・当時17歳）がいた。また、前述の斎藤春子は昭和8年入局の古参交換手であるが、前述の通り残留交換手が24、5名からさらに絞られた後に引き揚げ組に加わっている。
8月19日朝、非常体制が敷かれる。電話・電信業務は、昼夜を通して行われるため、通常3交代制であたっていたが、この時から非常勤務体制となった。電話交換手の夜間勤務は上野主事補を班長とする上野班と、高石主事補を班長とする高石班に分けられた。同日午後7時過ぎ、電話交換手は夜勤体制になった。この夜、当直の電話交換手は高石班長以下11名の女性であり、この他に、電信課には、電信主事・平井茂蔵を筆頭に、職員7名の男女（男性5名、女性2名）が勤務していた。
8月20日早朝午前5時40分、ソ連軍艦接近の報告が入ると、高石班長は郵便局長・上田豊蔵に緊急連絡したのを始め、局幹部に緊急連絡を行った。緊急連絡を受けた電話主事・菅原寅次郎は電話交換手・志賀晴代に出勤を求め、電話交換手は12名となった。非常事態に際し局員たちは郵便局へと向かったが、上陸したソ連軍の攻撃は激しく、民間人に対しても無差別攻撃が加えられた。
電信受付の折笠雅子は郵便局へ向かう途中射殺され、避難先の防空壕に手榴弾を投げ込まれて殺害された局員などもいた。上野班の交換手だった藤本照子は「決死隊の一員として、空襲の時はすぐ郵便局へ行くことになっていたのですが、ソ連兵がどんどん上陸し始め、実弾が飛びかい、とても無理でした」と語っている。真岡は南北に長い街で、職員の通勤状況は様々で、歩いて局まで50分かかる者もいたようである。また、当時は電話を持つ者が少ない時代で、必要な職員らに非常招集をかけるため当番の一人を外出させたと、元局長は報告を受け、実際にその者に会ったと主張している。
一方、豊原電気通信工事局真岡出張所に勤務していた道下俊一によれば、宿舎は郵便局から200mと離れておらず、幌泊監視哨から「ソ連軍艦4,5隻が真岡方面に向かっている」という知らせが届く（5時40分）や高石班長は電話で局長に連絡しているため、局長の場合はソ連軍上陸とその本格来襲まで十分な時間があったはずで、局長が職場に直ちに到着せず、集団自決の現場に居なかったことを批判している。また、真岡鉄道（樺太西線）の電話交換手で、郵便電信局とは関係ないが北真岡駅の交換手の佐藤ツサは内地に引き揚げずに残ることになったとき、交換手の責任者格の女性から、まさかのときは自決するつもりだから覚悟するようにと言われている。さらに、佐藤は駅の防空壕で、ソ連軍に協力利用させられないよう自決することが命じられてでもいたのか、駅員らが自決用にナイフを持っていたことを目撃している。要するに、道下は、局に来なかった上級職員らは、もともと交換手らは自決することが予定されていてその集団自決の流れに自身が巻き込まれることを怖れたのか、あるいは、ソ連軍来攻の中で最後まで職場に残って職責を全うするということは其のまま殉職することになりかねない、そういったことで初めから来ることを避けたのではないかと疑っているのである。
後の局長本人の説明によれば、2名の主事の出発に一歩遅れて、自身も郵便局へと向かったという。局まであと50mのところで、砲声と続いて機銃が響き、このとき午前6時か、それをちょっと回ったぐらいとし、既に霧は高台では薄れ、谷間や港に淀むように残っていただけだったとしている。
局長は、栄町二、三丁目の十字街で避難民が背後から撃たれて山膚を転げ落ちるのを目の当たりにした。十字街には局長の他5、6名が釘付けされていたが、そのうち真岡署木村巡査部長が弾丸の中を駆け出し、局長の目の前で撃たれて倒れた。局長と由田与三吉は、巡査部長を家の陰に引きずり込もうとして路上に飛び出し、局長は左手に貫通銃創、由田は右足に盲管銃創を負った。局長は由田らと図り、若い男性に棒の先に白布を縛り付けさせ、ソ連兵の目に触れるように振らせた。これにより、局長らは助かったものの、直ちに海岸の倉庫に連行された。この局長の説明が最初に、公にはっきりとした形で語られたのは、戦後に記念碑設立（1968年）を機縁にした札幌での法事で、局長本人によってである。
緊急連絡からまもなく、ソ連軍艦が真岡港に現われ、そのうち3隻が接近、1隻が座礁（後に自力で離脱）し、2隻の舟艇が上陸を試みる。やがて、ソ連艦隊から艦砲射撃も始まった。ソ連兵の上陸あるいは少なくとも小艇での浜への接近と艦砲射撃、日本側からの実弾射撃（重機関銃ないし砲）のどちらが先に始まったか、証言が錯綜していて定かではない。戦闘開始に関する日ソ両軍の責任や、集団自決を防げなかった電信局幹部らの責任も絡んで、関係者の証言もどこまでそのまま受け取れるか不明である。窓から軍艦をみたとき時計を確認したという電信課の岩間信子の証言では7時17分で、それから上陸用舟艇が近づいてきたといい、そのあと、ある程度の砲撃が続き、その後ソ連兵が外を往来しているのを見ている。6時台から7時台頃の幅の間に銃撃戦なり砲撃戦が始まったということであれば、それに外れる証言は特にない。
真岡上陸作戦についてソ連側戦史は「今やソ連軍の任務は、いかに迅速に樺太南部地区を占領して日本軍隊とその物資財貨の本土引揚を阻止するかということにしぼられた」と述べていた。なお、艦砲射撃に至った経緯につき、ソ連側が最初に空砲を撃ち、住民の多くは礼砲と理解していて、また後日、ソ連海軍士官から礼砲として撃ったが日本軍から実弾が返って来たと聞いたとする住民もいる。敷香動員署に赴任予定であった道下隆俊が戦後に目撃者に聞いてまわった調査による回想記『ソ連軍進駐時の真岡町を回顧して』では、当初、ソ連軍兵士らは笑ってのんびりした様子で小舟で上陸してきて、ソ連軍艦船が礼砲を撃ったのに対し、日本軍は実弾攻撃を開始、砲撃戦が始まったとする。元樺太新聞編集局長の星野龍猪や北海道新聞真岡支局長の藤井康吉もこれらを認めているという。郵便局の元同僚局員も含め真岡住民らの多くの見解は、ソ連軍が礼砲を撃ったということに対し、日本軍が実弾で砲撃もしくは重機関銃での銃撃を返したというものである。一方、日本軍関係者では、町外れにいた広瀬分隊の前田貞夫上等兵はソ連軍がいきなり空砲もなく実弾で多数の艦砲射撃してきたと主張するものの、他は曖昧であったり、とくに日本軍の最初の実弾発砲はどこが撃ったかについて責任の押付け合いが目立つ。近年の日本側の論調では、実弾をソ連側と日本側のどちらが先に撃ったかについてはわからないとする主張も目立つ。
この当時、真岡郵便局には平屋建ての本館と、2階建ての別館があった。電話交換業務は別館2階で行われ、別館1階が電信課であったとされる。電信課の岩間の証言によれば、2階建ての別館は大きいから砲撃に狙われたのではないかとし、少なくとも当初は女性らはまず砲撃に、その後でソ連兵の出現に恐怖を感じている。近くに警察署があってソ連兵の銃撃が激しく、真岡郵便局内も被弾するようになり、窓から飛び込む流れ弾のために中二階を通ることすら危険になり、電話交換手12名は別館2階に女性のみが孤立することになったという説もある。ただし、警察署長以下避難した防空壕にソ連兵が機銃を盲打ちしたことがあったもののやり過ごし、銃撃戦は起こっていない。電信課の男性職員らは、裏で電信用の暗号表を燃やしていたため不在になったのではないかとの説もある。また、後述のように真岡局の一部の交換手らは泊居や蘭泊、豊原の郵便局へ電話連絡をむしろ積極的に行っている。
高石班長が青酸カリで服毒自決。続いて代務を務める可香谷が自決。ただし、自決の経緯については激しい銃砲火の中だったことや生存者が少ないことなどから、語られる話は錯綜しており、高石班長はむしろ若い交換手をなだめたとするものや、青酸カリを分け合って年齢の高い順に飲んだとするものもある。同じ職場で働いたことのある道下俊一は、高石自身もまだ24歳の若さで、思いつめた軍国少女といった趣きがあったとし、30歳の上野が宿直であったのであれば事態が異なっていたかもしれないと述べている。
この後、一人、また一人と合計7名が青酸カリ、あるいはモルヒネで自決した。薬物の入手経路については諸説ある。この間、電話交換手は、泊居郵便局、豊原郵便局などに電話連絡している。伊藤は、既に7名が自決し､自分も続くことを泊居郵便局に連絡。更に、蘭泊郵便局へも同様の連絡をした。この時点では、伊藤のほか境、川島、松橋、岡田の4名が生存していた。
最後に、伊藤は内線電話で本館側に自決することを連絡して、服毒したという説がある（この時点で松橋も自決していたため、殉職者9名、生存者3名となった）。ただし、この説は、伊藤らは他局に、自分ら以外に現場に誰もいず、上司らは防空壕に避難したのか電話に出て来ないと他局に連絡し、指示を仰いでいたという話とは齟齬するように思われる。なによりも自局本館と連絡が取れるのであれば、別館に居る交換手らは、局長はまだ到着していないかと本館に頻繁に問い合わせるなり、他課といえど本館にいる上級職員と相談するのが当然と思えるが、証言にそのような話は一切出てこない。
この間、最初の電話連絡から1時間ほどの間の出来事だったとされるが、これは、6時半ごろ集団自決が終わったとする説に基づく。しかし、最後の集団自決が6時半とする説は、真岡での砲撃戦は7時台か早くとも6時半頃から起こったようだとする多数の証言と齟齬がある。
電信課の女性職員の一人である岩間は、最終的に電信課の男性職員2名が交換手の様子を心配して流れ弾の危険を冒して飛び出し、別館2階に上がって死体を発見、また、毒を飲んだものの生き残っていた2名を救出し、本館へ移動させたとしている。助かった2名は服毒したものの、すぐに吐いていたという。岩間の話では、生き残った交換手2名は毒を持っていなかったため、モルヒネを飲むように言われて飲んだが、モルヒネでは死にきれなかったと聞いたとされ、また、両名は砲撃が恐ろしくて皆が毒を飲んだと語ったという。
銃撃が始まって郵便局舎の本館も被弾するようになり、被弾を恐れた女性らは、奥の押入れに隠れた。交換手2名の救出後暫くしてソ連兵が現われると、最初は男性局員のみが応対し、女性はそのまま隠れていたが、安全であると判断すると、救出された2名の電話交換手を含む4名の女性局員も姿を現した。金品の略奪はあったものの、怖れていた性的暴行をされたといった話は聞かれない。その後、局員はソ連兵の指示で港の倉庫へ移動した。
電話交換手のもう一人の生き残りである岡田は、真岡を去る家族の見送りにいったん外に出ていて、最終的に局舎の交換室にまで戻ったものの死体を見て気絶し、そこをソ連兵に発見され、後から港の倉庫に移されたという。他の職員からは、机の下にずっと隠れていたのではないか、宿直室にこもっていたのではないかという見方もあるという。この女性は青酸カリをもらって持っていたと自ら語るが、誰から貰ったのかは明確でない。
局長によれば、倉庫から病院に収容され、その後、電話課主事補の鈴木かずゑ、電信課の女性職員、ソ連軍将校とともに現場を訪問し、遺体を確認したという。事件から1週間乃至10日以上経ってから遺体は仮埋葬されたようで、12月に火葬・本葬が行われた。元真岡郵便局の元庶務主事が引揚後に出した報告書によれば、さらにその後、真岡の真教寺において交換手だけでなく真岡局の全ての殉職者の合同追悼法要が行われ、豊原逓信局代理が派遣され、逓信大臣、豊原逓信局長の追悼の言葉があり、遺族、郵便局員の他にも多数の参列者があったという。

## 事件後の真岡郵便局
事件から1か月ほど経つと真岡の町も平静を取り戻し、進駐軍命令で郵便局も業務を再開した。局の各部署には元の局員が就業するとともに、ソ連の局員も配置された。業務は先ずロシア語を学ぶことから始められた。
間もなくして、ロシア語による電話の取次ぎを日本人局員により行えるようになった。給与は日本時代よりも多かったが、ソ連人局員は更に高給だった。ソ連人が業務に慣れるにつれ、日本人局員はソ連人の部下として配属されるようになった。

## 慰霊碑
北海道稚内市の稚内公園にある「殉職九人の乙女の碑（九人の乙女の像）」はこの事件を慰霊するものである。
当初、碑文には以下のように、自決は日本軍の命令であると記されていた（…は省略）。
しかし、碑文完成を機に札幌の本願寺で遺族が集まって法事が営まれた際に当時の局長が列席、元局長は自決者らは死に追いやられたものでなく、あくまで自発的なものだと語った。これに対し、遺族らの中からは「こんなに大量の青酸カリを、年端もいかぬ娘たちが、簡単に手に入れられるわけがない。これはきっとだれかのさし図があったからだろう」「自発的に死んでいたということになれば犬死にではないか、だから殉職扱いにもされなかったのだ」と責め寄る者もいたという。また、軍命令ということになれば、それを撥ね付けることもなく自決させたのではないかということで、元局長自身が実行させた最大責任者の一人ということにもなりかねない。1965年元局長は自身の弁明ともなる手記を出し、軍や局あるいは自身といった上からの指示はなく、あらためて自発的な集団自決とし、これは地元紙・北海タイムスにも報じられた。
建設運動について新聞に載ったことを契機として、この事件の記念碑建設に取り組んでいた上田裕子（樺太引揚者の多い北海道の旅館経営者）の下に、事件時に隣の泊居郵便局長であった所弘俊の未亡人である所松枝から連絡があった。同未亡人によれば、亡き夫からの話として、最後に真岡局から呼び出しがあり、伊藤千枝からだったという。既にそのとき伊藤も毒をのんでいて、最後の言葉は「高石さんも死んでしまいました。弾がどんどん飛んで来ます。もう、どうにもなりません。さようなら、さようなら」だったという。この言葉が碑文の石に刻まれた文字のもとになっている。一方で、泊居郵便局に午前6時30分頃、渡辺照から「今、皆で自決します」と知らせてきたので止めたものの、「高石さんはもう死んでしまいました。交換台にも弾丸が飛んできた。もうどうにもなりません。局長さん、みなさん…、さようなら長くお世話になりました。おたっしゃで…。さようなら」という渡辺の声が聞き取れ、その後、名を呼んだが二度と応答はなかったとする、連絡者の名が異なる話も伝わる。所未亡人に直接取材したとみられる北海タイムスによれば、未亡人は、所局長はこの日午前10時過ぎに家に帰ってきて電話のある部屋にこもって出て来ず深夜1時頃になっても部屋の電気はついていた、その後、死んだ交換手の上司の上田局長には詳しく模様を話したものの、未亡人には何も一言も語らなかったと、いくぶん異なった証言をした形になっている。もっとも、未亡人は「事件以降、所局長はうって変わって無口になった」と語ったとも、上田は述べており、上田の証言には未亡人自身による推測が混じっている可能性も排除できない。
川嶋の関係者への取材によれば、泊居郵便局には3回連絡があったとし、最後の交信はやはり伊藤千枝からで、内容はソ連兵が局の周りを往来している、1階にも行ってきた（=そこには職員が誰もいなかった）、乙女のまま清く死ぬというものだったという。また、泊居郵便局の交換手らの証言では、泊居局には事件当時の朝は当番の女性交換手だけで泊居の局長である所弘俊局長はいなかったという。川嶋が調査を頼んだ泊居郵便局関係者からは、真岡郵便局の局長手記がほぼ逓信省の機関誌のような雑誌に載ったことや、種々のジャーナリズムの関心対象となったためか、逓信省からは取材に応じないよう真岡郵便局関係者には指示が出ていたとの話も伝聞によるものながら出ている。
郵便局内、あるいは、逓信省ないし樺太庁から自決の要請がそもそも行われていたというような話は、川嶋の取材や川嶋に協力的な郵便局関係者からも出ていない。ただし、真岡局の庶務主事は「なぜ途中で局を去ったのか」「いっしょに局に向かったはずの郵便主事はなぜ局に来なかったのか」等の川嶋に沈黙を貫いていることがあり、また、蘭泊局のような取材に協力的な関係者がいた局は特定郵便局の可能性が高い点に注意する必要がある。
川嶋の取材によれば、まだ自決していない交換手から他局になされた通話の主な内容は、（最初に高石がした連絡の後は）上司らと連絡がとれない、自分ら以外に誰もここにはいない、自分らがどうすればよいか指示を頼むといったものであったとしている。事実であれば、職場に踏みとどまらねばならない職責の板挟みとなった節が窺える。いつ、誰によって、どこに、どのような連絡が行われたのか、局関係者らの多くが引揚後も逓信省や電話局等で働き続けたことを考えれば、公に明らかにされた証言には、どうしても関係者に配慮して、限界があるのかもしれない。
逓信省の電話業務を引き継いだ電信電話公社の社内報『電信電話』1964年11月号に、テレビ番組『スター千一夜』での対話が収録されている。そこでは、歌手である畠山みどりが、この話題を歌詞にした「氷雪の門」という歌を歌いヒットしたために、同番組で対談をすることになり、当時の樺太の電話局はすべて軍の管轄下にあり、交換手も毒薬を携帯し、特攻隊として任務に就き、軍から職場を死守しろと命じられればそうしなければならなかったと語っている。これに対し、郵政省や電電公社からの公的な否定論は伝えられていないが、元局長は、当時の郵便局・電話局は軍管轄下にはなかったと否定している。また、上田の下には、生き残った交換手である川島キミから連絡があったものの、触れたくない風だったのであまり聞かず、また、その川島は東京でやはり交換手を務めていたという。そのため、上田は、日本軍の命令によるものか断定できないとしている。なお、上田によれば、川島は、内地に帰る家族が乗る船を見送りに出て、砲撃が始まったため何とか局に戻ったものの、既に集団自決が済んでいて、死体を見て気絶していたと語ったとする。
公務殉職として叙勲しようとの機運も高まった事から、石碑脇の碑文は次のように書き変えられた（…は省略）。
自決した9名は公務殉職として、1973年（昭和48年）3月31日付けで勲八等宝冠章を受勲した。郵政省によれば、早くから非公式に叙勲を働きかけていたが、1964年から復活した戦没者叙勲で軍人軍属が先になったので遅れたものという。元局長は「1946年の樺太からの引揚後、直ちに通信院総裁官房に向かい表彰を願ったものの、占領下で表彰を止めていると言われた」が、「軍に協力して死んだのではなく事業を守って殉職したのだからと、口を極めて懇願した」と手記で述べている。9名は靖国神社に合祀されている。また、北海道側にあった猿払村の中継所跡の碑にも最後の一文が刻まれている。

## ものがたり・映画・小説
この事件が悲劇であるのは間違いないが、ドラマに限らずドキュメンタリーや評論としてこの事件が今日とりあげられる場合においても、貞節を守るという当時の価値観で女性らが自決したことを、女性らが人々のために職責を最期まで果たそうとしていたことをこの問題に混入させ、自決したこと自体が恰も美談か何かであるかのように語られることがある。
- 樺太終戦ものかたり - 1962年（昭和37年）、北海タイムスにて連載。この事件を含め、終戦前後の樺太の事情を題材としている。1972年に増補改訂の上、「樺太一九四五年夏―樺太終戦記録（金子俊男著 ）」として出版された。
  - 樺太1945年夏 氷雪の門 - 「樺太終戦ものかたり」に掲載された挿話を原作とし、脚色を施した1974年の映画。ソ連による日ソ中立条約を破った宣戦布告、8月15日以降も続く侵攻、停戦軍使の射殺、民間人の逃避行、疎開開始後も留まった女子交換手たちとその自決といった主要ストーリーは概ね史実どおりだが、細部は脚色がなされている。映画は、配給会社である東宝の「営業政策の変更」により、上映直前になって配給が中止された。1979年（昭和54年）、この映画のことを朝日新聞北海道版が「映画北の舞台」という特集で取り上げた。その紙面に村山三男監督は「上映問題での障害」が理由だったという手紙を寄せている。当時、タス通信が「ソ連国民とソ連軍を中傷する反ソ映画」と論評する状況下にあり、東宝側の詳しい説明もなかったという経緯を考えれば、関係者の間では「理由」ははっきりしていたという[48]。その後、この作品は各地の公民館などで細々と自主上映され、2006年には靖国神社遊就館にて特別上映された。
- 氷雪の門 -松山善三著で1980年に出版、真岡郵便電信局事件に関連した小説であるが、この事件を直接扱ったものではない。
- 征途 - レイテ沖海戦での勝利をきっかけに南北に分断された日本を描いた佐藤大輔の架空戦記小説。作中でこの事件をモデルとしたエピソードが描かれており、主人公の一人がそれに関わった結果、男性として長年に渡る苦悩を抱えることとなる。
- 霧の火 樺太・真岡郵便局に散った九人の乙女たち - 2008年8月25日に日本テレビで放送されたこの事件を元にしたドラマ。フィクションであり、史実とは異なる部分も多かった。

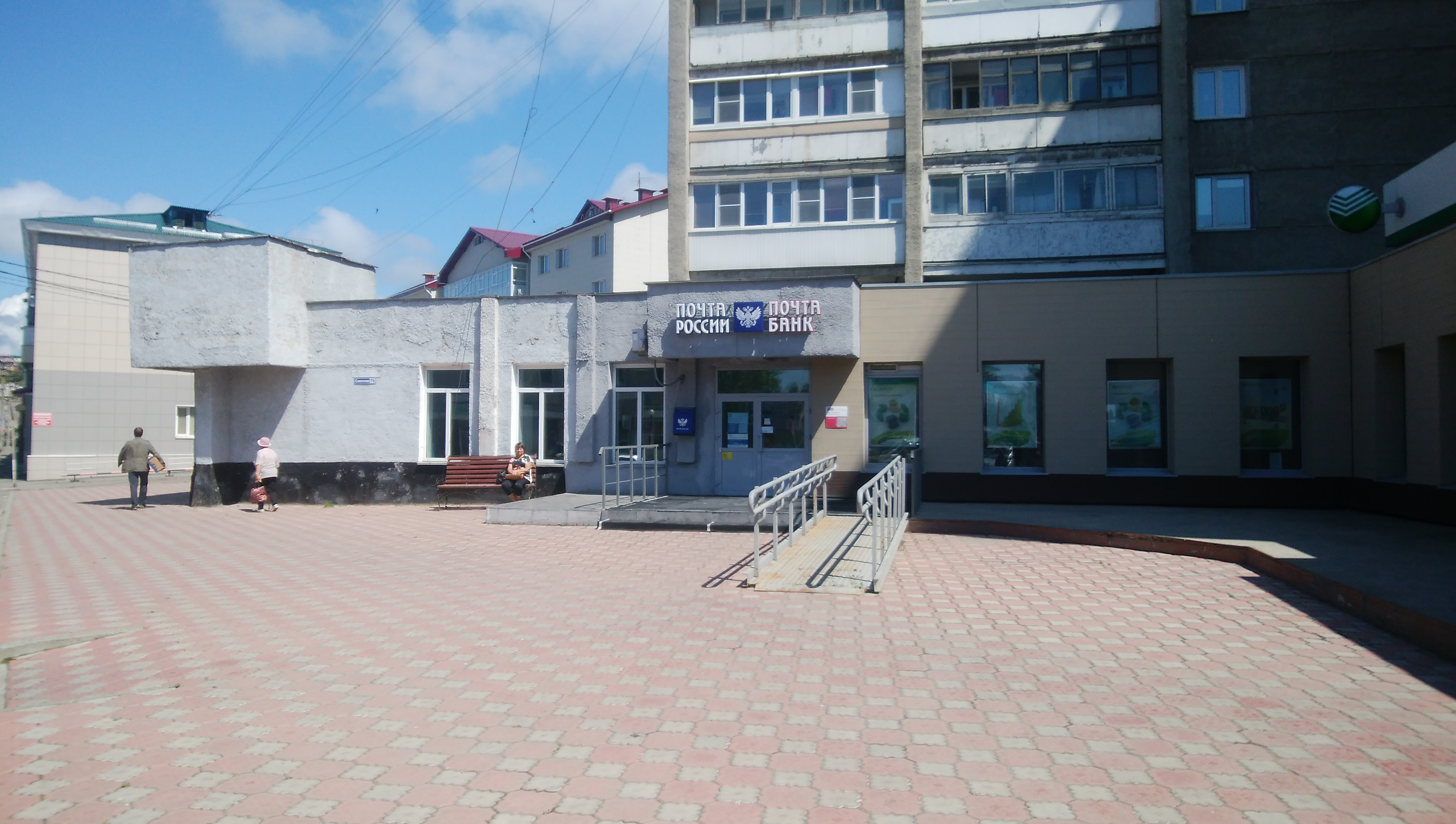
ホルムスクの真岡郵便局跡。現在は建て替えられているが、日本時代に郵便貯金を扱っていた名残で郵便局と銀行になっている。